# Atributo alt
O atributo alt é utilizado em documentos HTML e XHTML para especificar um texto alternativo ou substituto que é renderizado quando o elemento HTML, ao qual ele é aplicado, não é renderizado. No HTML 4.01, o atributo é obrigatório para marcações img e area, e opcional para as marcação input e para a marcação depreciada applet tag.
A sintaxe do atributo alt é:
<img alt="...">

<area alt="...">

ou
<input alt="...">

## Exemplo
Aqui está uma imagem cujo atributo alt é "No céu flamula uma bandeira vermelha com um cruz branca vertical, cuja barra vertical é deslocada na direção do mastro."
O HTML para esta imagem poderia ser algo como:
```
<
img
 
alt
=
"No céu flamula uma bandeira vermelha com um cruz branca vertical, cuja barra vertical é deslocada na direção do mastro."

     
src
=
"http://upload.wikimedia.org/wikipedia/commons/thumb/8/83/Dannebrog.jpg/180px-Dannebrog.jpg"

     
width
=
"180"
 
height
=
"135"
 
/>

```

Um leitor com deficiência visual, que estiver usando um leitor de tela, tal como JAWS ou Orca, irá ouvir o texto substituto no lugar da imagem. Um navegador textual como o Lynx irá mostrar o texto substituto ao invés da imagem. Um navegador gráfico tipicamente irá mostrar apenas a imagem, apresentará o texto alternativo apenas se lhe for solicitar mostrar as propriedades da image. Muitos navegadores gráficos podem ser configurados para mostrar o texto substituto ao invés da imagem.

## Equívocos comuns

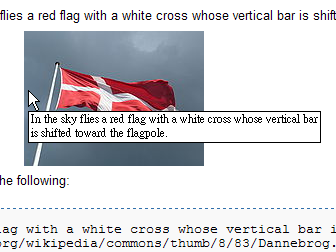
IE7 renderizando o atributo alt como tooltip

Internet Explorer 7 e anteriores renderizavam incorretamente o texto do atributo alt como um texto de tooltip. Este comportamento levou muitos desenvolvedores web a usar o alt para apresentar tooltips em páginas web, ao invés de utilizar o atributo title que deveria ter esse uso. No Internet Explorer 8 este bug foi corrigido, e os atributos alt não mais renderizam como tooltips.
O atributo alt é comumente, mas incorretamente, referenciado como "marcação alt" (ou "tag alt").